# Anilină
Anilina (arabă an-il - planta de indigo) este un compus organic lichid, incolor, puțin uleios, cu un miros dulceag, care devine în contact cu aerul brun-închis, având formula chimică C6H5NH2. Compusul este format dintr-un inel benzenic de care se leagă de o grupare aminică (–NH2) formându-se o legătură aromatică. Astfel, este cea mai simplă amină aromatică. Efectul bazic al anilinei este redus de efectul mezomer. Este un precursor pentru obținerea de poliuretani.

## Istoric
Anilina a fost obținută pentru prima oară în 1826 de Otto Unverdorben prin distilarea în mediu alcalin a indigoului, din care a fost produs o vopsea albastră, de unde provine și numele de ulei albastru. Din anul 1897 anilina fi va produsă din planta de indigo prin „metoda de sinteză Heumann” în fabrica de sodă  (BASF) din Ludwigshafen. Anilina era produsă anterior firmei (BASF) încă din 1873 de firma „ Agfa” din „Berlin-Rummelsburg”. Ea era folosită ca și colorant în fabrica de pielărie în tipografie.

## Utilizări
Anilina se utilizeaza in numeroase ramuri ale industriei chimice de sinteza organica, fiind printre materiile prime fundamentale. Anilina se utilizeaza la fabricarea de coloranti; negrul de anilina este unul dintre cei mai buni coloranti negri pentru fibre. Din anilina se fabrica cca. 40 de coloranti de larga circulatie, la care se adauga numerosi alti produsi fabricati din diversi derivati de anilina. Printre intermediarii cei mai importanti preparati din anilina ca materie prima sunt dimetilanilina, acetanilida si chinaldina. Numeroase medicamente din clasa sulfamidelor se prepara folosind anilina si derivati ai ei ca materie prima. Condensarea anilinei cu acetona conduce la unul din cei mai utilizati antioxidanti, fabricat in tara printr-un proces original.
Anilina mai este folosita la fabricarea acceleratorilor de vulcanizare si a unor materiale plastice. Derivatul ei acetilat, acetanilida, numita si antifebrina are proprietati antipiretice.

## Toxicitate
Anilina este o substanță toxică care produce hemoliză, se presupune că ar fi și cancerigen. Ea este un toxic de contact absorbindu-se prin piele.

## Obținere
Printre metodele de obținere a anilinei se numără „metoda Bechamp” a reducerii nitrobenzenului cu fier în prezența acidului clorhidric:
{\displaystyle \mathrm {4\ C_{6}H_{5}NO_{2}+9\ Fe+4\ H_{2}O\ {\xrightarrow {HCl}}} }
{\displaystyle \mathrm {4\ C_{6}H_{5}NH_{2}+3\ Fe_{3}O_{4}} }
Nitrobenzenul, fierul și apa reacționează cu anilina și oxidul de fier (II,III).
Urmează neutralizarea cu oxid de calciu (CaO) și distilarea anilinei dintr-o soluție apoasă, produsul secundar obținut, oxidul de fier e folosit ca pigment la coloranți.
O altă metodă este reacția amoniacului cu fenol:
{\displaystyle \mathrm {C_{6}H_{5}OH+NH_{3}\longrightarrow C_{6}H_{5}NH_{2}+H_{2}O} }

## Proprietăți
Anilina este insolubila în apă sau solvenți polari, dar se solubilizează sub formă de săruri prin tratarea cu acizi. Adesea, se solubilizează sub formă de clorhidrat de anilină, prin tratarea cu acid clorhidric.